# Shaw Tower (Vancouver)
Der Shaw Tower ist ein hohes Büro- und Wohngebäude in Vancouver in der kanadischen Provinz British Columbia. Es befindet sich an der 1067 W. Cordova Street in Downtown Vancouver. Es beherbergt u. a. den Verwaltungssitz des kanadischen Telekommunikationsanbieters Shaw Communications für die Provinz British Columbia. Das Gebäude wurde von dem kanadischen Architektenbüro James K. M. Cheng entworfen. Das Tragwerk des Gebäudes besteht aus Beton, die Fassade ist eine Vorhängefassade aus Aluminium.
In den ersten 16 Etagen befinden sich Büroflächen, von denen 12 Etagen Shaw Communications belegt. In den oberen Etagen befinden sich Wohnungen. Das Gebäude verfügt über eine Tiefgarage mit rund 600 Parkplätzen.